# Nae'Qwan Tomlin
Nae'Qwan Tomlin (Harlem, Nueva York; 10 de diciembre de 2000) es un baloncestista estadounidense que pertenece a la plantilla de los Cleveland Cavaliers de la NBA, con un contrato dual que le permite jugar además en los Cleveland Charge de la G League. Con 2,08 metros de estatura, juega en la posición de ala-pívot.

## Trayectoria deportiva

### Universidad
Comenzó su carrera universitaria en los junior college, jugando para los Monroe CC Tribunes, antes de pasar dos temporadas con los Chipola Indians. Posteriormente fue transferido a los Wildcats de la Universidad Estatal de Kansas, donde jugó una temporada, en la que promedió 10,4 puntos, 5,9 rebotes, 1,2 asistencias, 1,2 robos de balón y 1,0 tapones por partido.
Tras ser despedido por los Wildcats, en diciembre de 2023 se hizo un hueco en la plantilla de los Tigers de la Universidad de Memphis, donde jugó una temporada más, en la que promedió 14,0 puntos, 6,0 rebotes y 1,1 tapones por encuentro.

#### Estadísticas en la NCAA
| Año     | Equipo       | PJ | PT | MPP  | %TC  | %3P  | %TL  | RPP | APP | ROB | TPP | PPP  |
| ------- | ------------ | -- | -- | ---- | ---- | ---- | ---- | --- | --- | --- | --- | ---- |
| 2022–23 | Kansas State | 36 | 36 | 27.3 | .500 | .275 | .738 | 5.9 | 1.2 | 1.2 | 1.0 | 10.4 |
| 2023–24 | Memphis      | 21 | 11 | 26.9 | .601 | .396 | .774 | 6.0 | .7  | .8  | 1.1 | 14.0 |
| Total   | Total        | 57 | 47 | 27.1 | .539 | .328 | .753 | 5.9 | 1.0 | 1.0 | 1.0 | 11.8 |

### Profesional
Después de no ser seleccionado en el draft de la NBA de 2024, disputó las Ligas de Verano de la NBA con los Cleveland Cavaliers, y el 24 de septiembre firmó contrato con la franquicia. Sin embargo, fue despedido al día siguiente. El 26 de octubre se incorporó a al plantilla de su filial en la G League, los Cleveland Charge. El 20 de febrero de 2025 firmó un contrato de diez días con los Cavs, debutando esa misma noche ante los Brooklyn Nets, logrando tres puntos y un rebote en tres minutos de juego. El 2 de marzo de 2025 los Cavs convirtieron su contrato en dual hasta final de temporada.